# Barkley-Grow T8P-1
Barkley-Grow T8P-1 là một loại máy bay chở khách được phát triển ở Hoa Kỳ ngay trước Chiến tranh thế giới II.

## Tính năng kỹ chiến thuật
Dữ liệu lấy từ General Dynamics Aircraft and their Predecessors
Đặc điểm tổng quát
- Kíp lái: 2 phi công
- Sức chứa: 6 hành khách hoặc 1.397 (634 kg) hàng hóa
- Chiều dài: 36 ft 8 in (10.87 m)
- Sải cánh: 50 ft 8¾ in (15.47 m)
- Chiều cao: 9 ft 7½ in (2.93 m)
- Diện tích cánh: 354 ft2 (32.9 m2)
- Trọng lượng rỗng: 5,365 lb (2,439 kg)
- Trọng lượng có tải: 8,750 lb (3,977 kg)
- Động cơ: 2 × Pratt & Whitney Wasp Junior SB, 400 hp (298 kW) mỗi chiếc mỗi chiếc

Hiệu suất bay
- Vận tốc cực đại: 225 mph (362 km/h)
- Vận tốc hành trình: 204 mph (328 km/h)
- Tầm bay: 630 dặm (1,014 km)
- Trần bay: 24,000 ft (7,320 m)
- Vận tốc lên cao: 1,420 ft/min (7.2 m/s)